# Bohuslav Kokoschka
Bohuslav Kokoschka ['ko:kɔʃkɐ] (22. November 1892 in Wien – 12. Januar 1976 ebenda) war ein österreichischer Maler, Grafiker und Schriftsteller. Zeitlebens stand er im Schatten seines älteren Bruders Oskar Kokoschka.

## Leben und Werk
Bohuslav Kokoschka wurde als jüngster Sohn des Handelsreisenden Gustav Josef Kokoschka (1840–1923) und dessen Ehefrau Maria Romana, geb. Loidl (1861–1934), und als Bruder des österreichischen Malers Oskar Kokoschka (1886–1980) geboren. Die Vorfahren väterlicherseits stammten aus einer Prager Goldschmiedefamilie. 1887 zog die Familie nach Wien um; sein Bruder Gustav starb im selben Jahr, also noch vor Bohuslavs Geburt. Außerdem hatte er eine Schwester, Berta (1889–1960).
Die Geburt von Bohuslav Kokoschka war hoch dramatisch. Seine Mutter erlitt eine Sturzgeburt, in der Wohnung anwesend war nur der sechs Jahre alte Bruder Oskar. Die Assistenzleistungen bei der Geburt sollen den kleinen Oskar nachhaltig traumatisiert haben und sie führten zu einer besonderen Beziehung der beiden Brüder. Oskar Kokoschka fühlte sich seinem Bruder wie ein Vater verbunden. Bohuslav entwickelte wie sein älterer Bruder früh Interesse an Kunst und Literatur. Ab 1911 sind Gemälde nachgewiesen, ab 1919 schriftstellerische Arbeiten.
Kokoschka war wie sein älterer Bruder Oskar Maler, Grafiker und Schriftsteller. Seine künstlerischen Ambitionen wurden beinahe sein ganzes Leben lang von seinem berühmten Bruder unterdrückt. Oskar Kokoschka sorgte für Bohuslavs Lebensunterhalt, der sich im Gegenzug um die Mutter und die Schwester kümmerte. Das Verhältnis der beiden Geschwister war zeitlebens sehr eng, aber auch von Abhängigkeit und Unterdrückung geprägt. Erst spät ermutigte Oskar den jüngeren Bruder, mit seinen literarischen Arbeiten an die Öffentlichkeit zu gehen.
Zu Beginn des Ersten Weltkrieges meldete er sich freiwillig zur K.u.k. Kriegsmarine und wurde im Kriegshafen Pula in Istrien auf der SMS Erzherzog Karl eingeschult. Das Kriegsschiff nahm während des Weltkriegs an großangelegten Flottenoperationen in der Adria teil, erlebte dennoch eine recht unauffällige Laufbahn.  Er setzte seinen Dienst 1918 in der Marine-Sektion in Wien fort. Die Konfrontation mit der Realität des Soldatenlebens führte zum Roman Ketten in das Meer, dessen Niederschrift er 1919 abschloss. Die Beziehung der beiden Brüder wird von Christa Eder als „ungewöhnliche Symbiose“ bezeichnet. Oskar finanzierte schließlich den Unterhalt von Bohuslav, verpflichtete ihn im Gegenzug jedoch zu einem Leben als Privatmann und übertrug ihm quasi alle familiären Verpflichtungen. Beispielsweise musste er die Mutter zur Kur begleiten oder drei Wochen am Krankenbett des Vaters wachen. „Unbewusst presste [Oskar Kokoschka] den Jüngeren in den familiären Glassturz, wo er möglichst l‘art pour l‘art betreiben und unter der öffentlichen Wahrnehmungsschwelle bleiben sollte.“
Bohuslav Kokoschka war verheiratet, hatte einen Sohn und lebte bis zuletzt in Wien.

### Schriftstellerische Arbeiten
Der Jüngste Tag war eine Broschürenreihe, die von 1913 bis 1921 in Leipzig (und ab 1919 in München) vom Verleger Kurt Wolff und seinen Lektoren Franz Werfel und Max Brod herausgegeben wurde. Sie sollte ein Forum für Neue Dichtungen werden und wurde im Laufe der Zeit zu einem der wichtigsten Veröffentlichungsorte expressionistischer Literatur. In dieser Reihe wurde 1920  die expressionistische Novelle Adelina oder der Abschied vom neunzehnten Lebensjahr erstveröffentlicht.
1972 erschien Bohuslav Kokoschkas Roman Logbuch des B.K., den er bereits kurz nach Ende des Ersten Weltkriegs unter dem Titel Ketten in das Meer fertiggestellt hatte. Im Roman erzählt er von seiner Zeit als Matrose bei der k.u.k. Kriegsmarine, vielmehr handle es sich jedoch „um einen einzigartigen authentischen Erlebnisbericht aus dem Inneren des Krieges …, nämlich vom Leben auf besagtem Marineschiff“. Der Roman sei „originell in eine Rahmenhandlung über südslawische Mädchen, die das Manuskript finden, eingebettet“, so Gerhard Strejcek in einer Besprechung in der Wiener Zeitung. Das Buch wurde auch als „Kaleidoskop an Geschichten und Perspektiven über den Vielvölkerstaat in der österreichischen Erzähltradition von Joseph Roth und Heimito von Doderer“ beschrieben, als sprachgewaltiger und kluger Roman.
Bohuslav Kokoschka schrieb zumindest zwei Dramen. Eines, Geh, mach die Türe zu, es zieht, entstand um 1925 und wurde 1926 in einer Exklusiv-Auflage von 33 Exemplaren gedruckt, ausgestattet mit zwei Illustrationen des älteren Bruders. Vom zweiten Drama, Verheimlichen u. vertuschen, findet sich ein Transkript im Nachlass des Bruders an der Zentralbibliothek Zürich. Aufführungen sind nicht bekannt.
Es müssen weiters unpublizierte Erinnerungen vorliegen, die sich offenbar intensiv mit seinem Bruder und dessen frühen Liebschaften beschäftigen.

### Bildnerische Arbeiten
Bekannt sind nur wenige Gemälde Bohuslav Kokoschkas. Das bekannteste dürfte Die Geschwister sein, um 1915 entstanden, Öl auf Leinwand, 100 × 77 cm, gerahmt. Das Bild zeigt die beiden Brüder und deren Schwester Bertha Theresia (1889–1960).
Das Familienporträt wurde am 20. November 2011 zur Versteigerung gebracht. Vom Wiener Dorotheum wurde ein Schätzwert von fünf- bis achttausend Euro ermittelt, das Lot Nr. 1256 erzielte jedoch als höchstes Gebot und Kaufpreis 43.000 Euro. Er malte auch Porträts des Komponisten Egon Wellesz, entstanden 1911, sowie des Malers und Schriftstellers Albert Paris Gütersloh, entstanden 1919. Letzteres wurde bei Van Ham  versteigert und übertraf ebenfalls den Schätzwert von achttausend Euro um ein Vielfaches. Es wurde um 30.000 Euro verkauft.
Weiters hat Bohuslav Kokoschka zwei Bücher illustriert:
- 1920 erschien das Märchen Der schönste Garten von Emil Alphons Rheinhardt mit vier Original-Lithographien des Künstlers.
- 2016 wurden in der Neuausgabe seines Romans Ketten in das Meer sechs seiner Original-Grafiken publiziert.

Man weiß über das bildnerische Werk noch weniger als über das schriftstellerische Schaffen von Bohuslav Kokoschka. 1970 wurden Teile seines bildnerischen Schaffens im Museum des 20. Jahrhunderts in Wien ausgestellt.

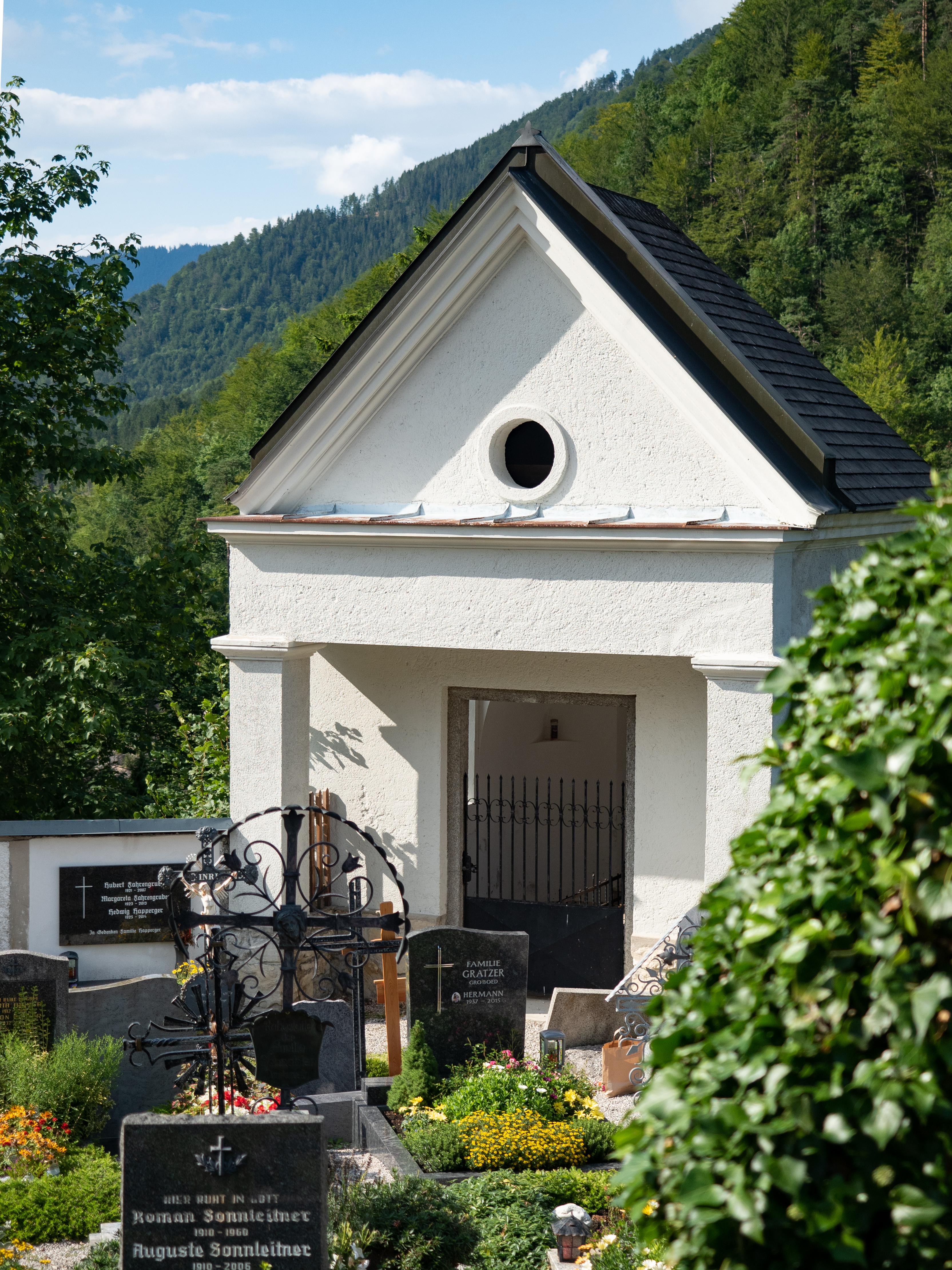
Die Kokoschka-Gruft in Hollenstein an der Ybbs

### Leben als Privatmann
Erst 1972 erfolgte eine Publikation eines Werkes durch den Verlag Ehrenwirth in München. Ein Autograph eines Briefes an den Galeristen Rudolf Hintermayer gibt Zeugnis davon, dass der Verlag noch die Publikation eines weiteren Buches von Bohuslav Kokoschka beabsichtigte.
Er starb in Wien und wurde in der Gruft in Hollenstein an der Ybbs beigesetzt, die Oskar Kokoschka für seine Mutter und sich selbst errichtet hatte. Oskar Kokoschka liegt jedoch in Montreux in der Schweiz begraben.

## Auszeichnung
- 1973: Verleihung des Berufstitels Professor durch den österreichischen Bundespräsidenten

## Werke
Schriften
- Adelina oder der Abschied vom neunzehnten Lebensjahr. Aufzeichnungen. Wolff, München 1920.
  - Enthalten in: Oskar Schürer: Versöhnung. Gesänge und Psalmen. Wolff, Leipzig 1919. Faksimile-Ausgabe: Scheffler, Frankfurt am Main 1970. Scheffler 1970. Nachdruck: Societäts-Verlag, Frankfurt am Main 1981, ISBN 3-7973-0386-6.
- Geh, mach die Türe zu, es zieht. Szenen aus dem bürgerlichen Leben. Mit zwei Original-Radierungen von Oskar Kokoschka. Johannes-Presse/Neue Galerie, Wien 1926.
- Verheimlichen und vertuschen. Dramatische Dichtung (keine Ausgabe nachgewiesen).
- Logbuch des B. K. Roman. Ehrenwirth, München 1972, ISBN 3-431-01494-1 (entstanden 1919).
  - Neuausgabe unter dem Titel Ketten in das Meer: Hg. und mit einem Nachwort versehen von Adolf Opel. Edition Atelier, Wien 2016, ISBN 978-3-903005-23-5.

Herausgeber
- Oskar Kokoschka: Variationen über ein Thema. Mit einem Vorwort von Max Dvořák. Richard Lány, Wien und Ed. Strache, Wien, Prag, Leipzig 1921.

Illustrator
- Der schönste Garten. Ein Märchen von Emil Alphons Rheinhardt, mit 4 Orig. Lithogr. von Bohuslav Kokoschka. Ed. Strache, Wien, Prag, Leipzig 1921.

Gemälde
- Verkündigung, 1911
- Bildnis Egon Wellesz, 1911
- Heimsuchung
- Doppelakt, 1912
- Die Geschwister, um 1915
- Bildnis Albert Paris Gütersloh, 1919